# Harry Schuster
Faualo Lefau Tauiliili Harry Schuster est un joueur international samoan de rugby à XV, juge, puis homme politique samoan.

## Biographie

### Origines, études et carrière sportive
Son père Saunoamaalii Tupuola Sonny Schuster est le chef de la police des Samoa de 1978 à 1989. Harry Schuster est issu de la famille Schuster, les descendants d'un colon allemand établi aux Samoa vers le milieu du XIXe siècle. La famille, dispersée entre les Samoa, les Fidji, la Nouvelle-Zélande, l'Australie et les États-Unis, compte plusieurs joueurs de rugby de haut niveau (Su'a Peter Schuster (en) qui est international samoan, Soifua Su'a John Schuster (en) qui est un All Black, Will Skelton des qui est un Wallabie, ou encore, en rugby à XIII, Fred Schuster (en) et Jeff Lima), le nageur olympique Brandon Schuster (en), le joueur de football américain JuJu Smith-Schuster, ainsi que des personnalités politiques telles que Toeolesulusulu Cedric Schuster, Jack Netzler, et Taua Latu Lome,. Harry Schuster fait ainsi par ailleurs partie d'un ensemble de personnalités politiques samoanes des XXe siècle et XXIe siècle qui sont les descendants de colons allemands arrivés au XIXe siècle ou au début du XXe siècle : outre son cousin Cedric Schuster se trouvent Hans Joachim Keil III, Jack Netzler, Eugene Paul, Telefoni Retzlaff, Fossie Schmidt (en) et Leuatea Schmidt.
Éduqué dans des écoles catholiques aux Samoa et en Nouvelle-Zélande, il obtient une licence de Droit (Bachelor of Laws) à l'université Victoria de Wellington. Durant ses études en Nouvelle-Zélande, il est troisième ligne centre pour l'équipe unifiée de rugby à XV des universités néo-zélandaises, dont il est le capitaine en 1990. Il dispute également dix matchs pour les Manu Samoa, l'équipe des Samoa de rugby à XV, entre 1990 et 1993 : sept matchs ne comptant pas comme des capes internationales lors de tournées de l'équipe samoane en Nouvelle-Zélande, et trois test matchs lors des qualifications pour la Coupe du monde de rugby à XV 1991, inscrivant à cette occasion un essai contre l'équipe de Corée du Sud le 8 avril 1990,.

### Carrière politique
Il devient ensuite avocat aux Samoa. En 2007 il est nommé juge d'un tribunal de district. Dans le même temps, il devient le représentant de l'Océanie au Comité international de rugby, et est élu à l'Assemblée législative des Samoa comme député de la circonscription de Vaimauga-ouest pour le parti d'opposition Tautua Samoa lors des élections de 2011, auxquelles son cousin Cedric Schuster est également élu,,. Harry Schuster perd son siège de député aux élections de 2016, qui s'avèrent très mauvaises pour le parti.
Investi du titre familial de matai « Faualo » en 2018, il retrouve un siège de député -de la circonscription désormais appelée Vaimauga 4- aux élections de 2021, avec l'étiquette du parti FAST, qui remporte les élections. Il est alors nommé ministre de la Police, des Prisons et des Services d'urgence dans le gouvernement de la nouvelle Première ministre Fiame Naomi Mata'afa.